# Vivian Yang
Vivian Yang (* 11. Januar 2005 in Auckland) ist eine neuseeländische Tennisspielerin.

## Karriere
Im Alter von vier Jahren begann Yang mit dem Tennis. Auf der ITF Women’s World Tennis Tour gewann sie bisher einen Einzel- und drei Doppeltitel. Ende des Jahres 2022 erhielt sie eine Wildcard für die Qualifikation der 2023-Ausgabe des WTA-Turniers in Auckland. In der ersten Runde traf sie auf Sara Errani.
Für die neuseeländische Tennisnationalmannschaft spielte sie erstmals 2022, bisher mit einer Bilanz von 1:2.

## Leben
Vivian Yang wurde in Neuseeland geboren, wuchs aber die ersten zwölf Jahre in China auf. Sie hat noch eine jüngere Schwester.

## Turniersiege

### Einzel
| Nr. | Datum             | Turnier    | Kategorie | Belag     | Finalgegnerin | Ergebnis |
| --- | ----------------- | ---------- | --------- | --------- | ------------- | -------- |
| 1.  | 18. Dezember 2022 | Wellington | ITF W15   | Hartplatz | Jade Otway    | 6:3, 6:3 |

### Doppel
| Nr. | Datum           | Turnier             | Kategorie | Belag             | Partnerin           | Finalgegnerinnen                 | Ergebnis         |
| --- | --------------- | ------------------- | --------- | ----------------- | ------------------- | -------------------------------- | ---------------- |
| 1.  | 25. Juli 2022   | Caloundra           | ITF W15   | Hartplatz         | Monique Barry       | Aoi Ito Nanari Katsumi           | 6:2, 7:65        |
| 2.  | 8. Oktober 2022 | Scharm asch-Schaich | ITF W15   | Hartplatz         | Patricija Paukštytė | Romana Čisovská Barbora Matúšová | 7:5, 6:4         |
| 3.  | 28. Juni 2025   | Ma'anshan           | ITF W15   | Hartplatz (Halle) | Huang Yujia         | Ni Ma Zhuoma Wang Jiaqi          | 7:5, 1:6, [10:3] |

## Abschneiden bei Grand-Slam-Turnieren

### Juniorinneneinzel
| Turnier         | 2023 | Karriere |
| --------------- | ---- | -------- |
| Australian Open | 2    | 2        |
| French Open     | —    | —        |
| Wimbledon       | —    | —        |
| US Open         | —    | —        |

Zeichenerklärung: S = Turniersieg; F, HF, VF, AF = Einzug ins Finale / Halbfinale / Viertelfinale / Achtelfinale; 1, 2, 3 = Ausscheiden in der 1. / 2. / 3. Hauptrunde; nicht ausgetragen

### Juniorinnendoppel
| Turnier         | 2023 | Karriere |
| --------------- | ---- | -------- |
| Australian Open | 1    | 1        |
| French Open     | —    | —        |
| Wimbledon       | —    | —        |
| US Open         | —    | —        |